# Gwiazdosz (roślina)
Gwiazdosz (Callistephus) – rodzaj rośliny należący do rodziny astrowatych (Asteraceae), dawniej włączany do rodzaju aster. Gatunkiem typowym i jedynym przedstawicielem rodzaju jest aster chiński Callistephus chinensis (L.) Nees.

## Systematyka
Synonimy
Asteriscodes O. Kuntze, Callistemma Cass.
Pozycja systematyczna według APweb (aktualizowany system APG IV z 2016)
Angiosperm Phylogeny Website adaptuje podział na podrodziny astrowatych (Asteraceae) opracowany przez Panero i Funk w 2002, z późniejszymi uzupełnieniami. Zgodnie z tym ujęciem rodzaj gwiazdosz (Callistephus) należy do plemienia Astereae, podrodziny Asteroideae. W systemie APG III astrowate są jedną z kilkunastu rodzin rzędu astrowców (Asterales), wchodzącego w skład kladu astrowych w obrębie dwuliściennych właściwych. 
Pozycja w systemie Reveala (1993–1999)
Gromada okrytonasienne (Magnoliophyta Cronquist), podgromada Magnoliophytina Frohne & U. Jensen ex Reveal, klasa Rosopsida Batsch, podklasa astrowe (Asteridae Takht.), nadrząd astropodobne (Asteranae Takht.), rząd astrowce (Asterales Lindl), rodzina astrowate (Asteraceae Dumort.), rodzaj (Callistephus L.).
Jedyny należący tu gatunek
- aster chiński, aster zwyczajny, gwiazdosz chiński[10]  – Callistephus chinensis (L.) Nees, syn. Aster chinensis L.